# Poschacher Natursteinwerke
Die Poschacher Natursteinwerke sind ein österreichisches Familienunternehmen mit Sitz in Mauthausen, das 1839 von Anton Poschacher als A. Poschacher Granitwerke gegründet und durch Zukäufe  ausgebaut wurde. Eigentümer und Geschäftsführer ist die PBH Holding GmbH zu 60 % und nunmehr Leonhard Helbich-Poschacher zu 40 %.

## Entwicklung des Unternehmens
Gemeinsam mit Zulieferbetrieben wurden von Anton Poschacher Mitte des 19. Jahrhunderts aus den Mauthausner Steinbrüchen große Mengen an Pflastersteinen und Steinmetzarbeiten für die großen Städte wie Bratislava, Budapest und Wien erzeugt und geliefert. Das Unternehmen engagierte sich auch im Wasserbau an der Donau und an der Traun.
Das Unternehmen war im letzten Viertel des 19. und Anfang des 20. Jahrhunderts nach dem Kauf der Actiengesellschaft für Straßen und Brückenbauten durch Anton Poschacher (Industrieller, 1841) im Jahr 1876 mit dem industriellen Abbau, der industriellen Verarbeitung und Lieferung von Mauthausner Granit der Leitbetrieb der Mauthausner Steinindustrie und mit mehr als tausend Beschäftigten das größte granitproduzierende Unternehmen der österreichisch-ungarischen Monarchie. Von 1913 bis 1954 leitete Anton Poschacher (Industrieller, 1889) das Unternehmen.
Während des Zweiten Weltkrieges wurden vom in unmittelbarer Nähe befindlichen Konzentrationslager Mauthausen und seinen Nebenlagern spanische Zwangsarbeiter für die Arbeit in den Steinbrüchen eingesetzt. Teilweise befinden sich heute Betriebsliegenschaften des Unternehmens auf oder in unmittelbarer Nähe der ehemaligen Konzentrationslager.
Leopold Helbich überarbeitete ab 1954 gemeinsam mit seiner Frau Wilburg Helbich-Poschacher das Leistungsangebot des Unternehmens, begann ab 1974 mit dem Aufbau der Sparte Baustoffhandel und verkaufte gleichzeitig die erst 1954 begonnene Dachziegelerzeugung. Die Diversifikation wurde 1978 mit der Gründung einer Dachdeckerei und 1981 einer Hinzunahme der Spenglerei fortgesetzt.
Das Natursteinwerk Langenstein stellte zum 31. Dezember 2024 seinen Betrieb ein.  Die Produktion wurde eingestellt, und etwa 60 Mitarbeiter wurden entlassen.

## Aufteilung des Unternehmens
Anlässlich der Mitte der 1980er-Jahre erfolgten Übergabe an die Söhne Anton Helbich-Poschacher und Leonhard Helbich-Poschacher nahmen Leopold Helbich und Wilburg Helbich-Poschacher eine vollständige personelle Trennung des Natursteinwerks von den übrigen Unternehmensbereichen vor.
Unternehmenserweiterungen ergaben sich durch den Zukauf von Steinbrüchen und Granitwerken im Oberen Waldviertel. 2010 besaß das Natursteinwerk Poschacher acht Steinbrüche, betrieb Verarbeitungsbetriebe für Naturwerkstein und mit 200 Mitarbeitern wurden rund Euro 25 Mio. umgesetzt. Umsatzrückgänge, veralteter Maschinenpark und Konkurrenz aus Fernost wurden als Ursache für das am 9. Oktober 2012 eröffnete Sanierungsverfahren mit Eigenverwaltung angegeben. Der Schuldenstand war mit € 25,6 Mio. angegeben, 46 Angestellte und 63 Arbeiter, 14 Leiharbeitskräfte sowie 360 oder 500 Gläubiger waren betroffen. Das Unternehmen sollte saniert und weitergeführt werden. Im Rahmen des Ende Jänner 2013 abgeschlossene Sanierungsverfahrens wurde das Unternehmen auch betriebswirtschaftlich reorganisiert und  von der Eigentümerfamilie weitergeführt.

## Neustart der Poschacher Natursteinwerke
Seit 1. Januar 2019 gehören die Poschacher Natursteinwerke zu 60 % zur Gruppe der PBH Holding GmbH in Mauthausen. Mit 1. Jänner 2020 übernahm Leonhard Helbich-Poschacher die restlichen 40 % persönlich. Seit diesem Zeitpunkt kommt es zu einer kompletten Neuausrichtung des in die Jahre gekommenen Unternehmens. Die Produktionsstätte in Langenstein wird derzeit generalsaniert. Mit Ende 2021 sollten die Umstrukturierungsmaßnahmen beendet sein.

## Standorte
- Gusen, Gemeinde Langenstein (gewerblicher Verkauf, Zustellung, Abholung, Produktionswerk, Zentralbüro)
- Neuhaus an der Donau, Gemeinde Sankt Martin im Mühlkreis (Steinbruch, Zustellung und Abholung von Wurfsteinen, Schotter, Rohblöcken, Spaltprodukten)
- Perg (Steinbruch, Abholung von Wurfsteinen, Bankettmaterial, Schotter)
- Heidlbrunn, Gemeinde Schlägl (Steinbruch, Abholung von Bankettmaterial, Schotter)
- Mauthausen (Privatverkauf)
- Schrems (Steinbrüche, Produktionswerk, Zustellung und Abholung im Werk gefertigter Produkte wie Rohblöcke, Unmassware, Massivteile)
- Langenstein Granitwelten (Verkaufsberatung für Privatkunden)
- Amstetten Granitwelten (Verkaufsberatung für Privatkunden)